# アイアンボトム・サウンド

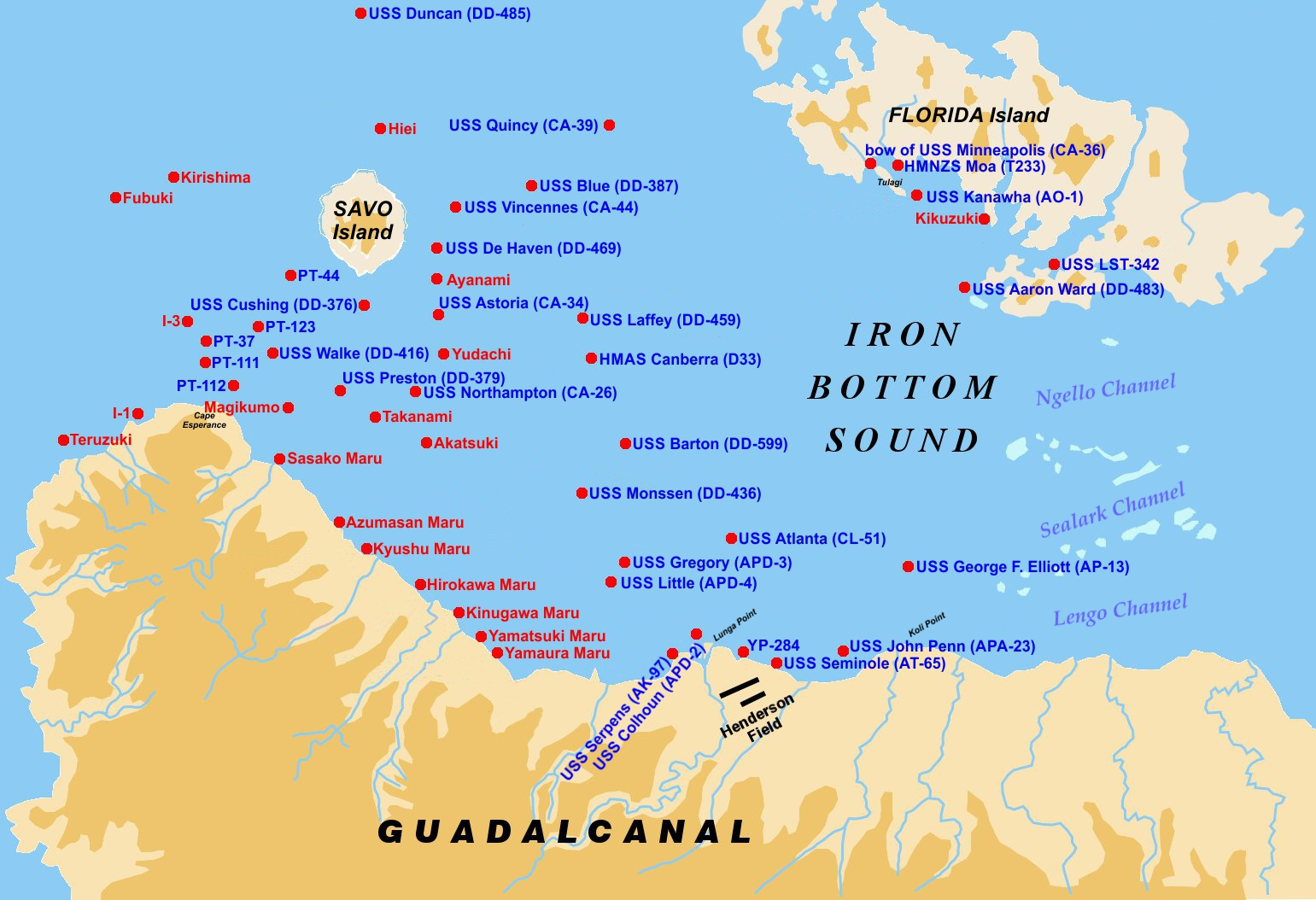
アイアンボトム・サウンドの地図。青字が連合国艦船、赤字が日本艦船の沈没位置)

アイアンボトム・サウンド（英語: Ironbottom Sound）または鉄底海峡（てっていかいきょう）とは、ソロモン諸島にある海峡または海域の通称で、ガダルカナル島の北、サボ島とフロリダ諸島の南にある。太平洋戦争中、日英米豪の大消耗戦となったガダルカナル島の戦いにより多数の艦船、航空機がこの海域に沈み、海底に多数の鋼鉄の残骸が散らばっていることから、連合国の海兵により、アイアンボトム・サウンド（鉄底海峡）と称されるようになった。地理的には、アイアンボトム・サウンドはソロモン諸島の二列の島々を北西南東方向に分断し、大戦中の交通量の多さから"the Slot"（溝）と呼ばれたニュージョージア海峡の南東端にあたる。現在は、スキューバ・ダイビングの名所として有名である。

## この海域で行われた主な海戦
- 第一次ソロモン海戦（1942年8月9日）
- サボ島沖海戦（1942年10月11日 - 12日）
- 第三次ソロモン海戦（1942年11月13日 - 15日）
- ルンガ沖夜戦（1942年11月30日）
- イサベル島沖海戦（1943年2月1日）
- い号作戦・フロリダ沖海戦（1943年4月7日-15日）
- ルンガ沖航空戦（1943年6月7日-16日）

この他にも小規模な海戦が多々発生している。

## この海域に沈んでいる艦船

### 大日本帝国

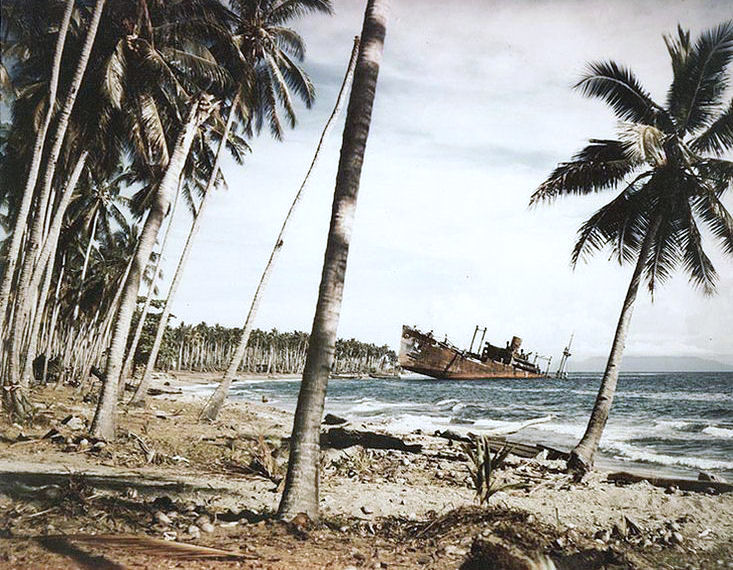
ガダルカナル島の海岸に擱座した「鬼怒川丸」。

- 暁 - 暁型駆逐艦（吹雪型III型）。第三次ソロモン海戦で沈没。
- 吾妻山丸 - 陸軍徴用軍隊輸送船。第一次増援輸送船団（第2師団）で沈没。
- 綾波 - 綾波型駆逐艦（吹雪型II型）。第三次ソロモン海戦で沈没。
- 伊号第一潜水艦 (初代)
- 伊号第三潜水艦
- 鬼怒川丸 - 陸軍徴用軍隊輸送船。第二次増援輸送船団（第38師団）で擱座。
- 九州丸 - 陸軍徴用軍隊輸送船。第一次増援輸送船団（第2師団）で擱座。
- 霧島 - 金剛型戦艦。第三次ソロモン海戦で沈没。
- 笹子丸 - 陸軍徴用軍隊輸送船。第一次増援輸送船団（第2師団）で沈没。
- 高波 - 夕雲型駆逐艦。ルンガ沖夜戦で沈没。
- 照月 - 秋月型駆逐艦。第四次輸送作戦（鼠輸送）で沈没。
- 比叡 - 金剛型戦艦。第三次ソロモン海戦で沈没。(自沈)
- 宏川丸 - 陸軍徴用軍隊輸送船。第二次増援輸送船団（第38師団）で擱座。
- 吹雪 - 吹雪型駆逐艦。サボ島沖海戦で沈没。
- 古鷹 - 古鷹型重巡洋艦。サボ島沖海戦で沈没。
- 巻雲 - 夕雲型駆逐艦。ケ号作戦で沈没。
- 山浦丸 - 陸軍徴用軍隊輸送船。第二次増援輸送船団（第38師団）で擱座。
- 山月丸 - 陸軍徴用軍隊輸送船。第二次増援輸送船団（第38師団）で擱座。
- 夕立 - 白露型駆逐艦。第三次ソロモン海戦で沈没。

### 連合国
- アーロン・ワード - グリーブス級駆逐艦。い号作戦で沈没。
- アストリア - ニューオーリンズ級重巡洋艦。第一次ソロモン海戦で沈没。
- アトランタ - アトランタ級軽巡洋艦。第三次ソロモン海戦で沈没。(自沈)
- バートン - ベンソン級駆逐艦。第三次ソロモン海戦で沈没。
- ブルー - バッグレイ級駆逐艦。1942年8月23日、駆逐艦江風の雷撃により沈没。
- キャンベラ - ケント級重巡洋艦。第一次ソロモン海戦で沈没。
- コルホーン - ウィックス級駆逐艦。1942年8月30日、日本機の攻撃により沈没。
- カッシング - マハン級駆逐艦。第三次ソロモン海戦で沈没。
- ド・ヘイヴン - フレッチャー級駆逐艦。1943年2月1日、日本機の攻撃により沈没。
- ダンカン - グリーブス級駆逐艦。サボ島沖海戦で沈没。
- ジョージ・F・エリオット - 輸送船。
- グレゴリー - ウィックス級駆逐艦。1942年9月5日、駆逐艦夕立の雷撃により沈没。
- ジャービス - バッグレイ級駆逐艦。1942年8月9日、日本機の攻撃により沈没。
- ジョン・ペン - 輸送船。
- カナワ - 給油艦。1943年4月8日、日本機の攻撃により沈没。
- ラフィー - ベンソン級駆逐艦。第三次ソロモン海戦で沈没。
- リトル - ウィックス級駆逐艦。1942年9月5日、駆逐艦夕立の雷撃により沈没。
- LST-342 - 1943年7月18日、呂号第百六潜水艦の雷撃により沈没。
- モア - 掃海艇。1943年4月7日、日本機の攻撃により沈没。
- モンセン - グリーブス級駆逐艦。第三次ソロモン海戦で沈没。
- ノーザンプトン - ノーザンプトン級重巡洋艦。ルンガ沖夜戦で沈没。
- プレストン - マハン級駆逐艦。第三次ソロモン海戦で沈没。
- PTボート5隻
  - PT-37
  - PT-44
  - PT-111
  - PT-112
  - PT-123
- クインシー - ニューオーリンズ級重巡洋艦。第一次ソロモン海戦で沈没。
- セミノール - タグボート。
- サーペンス - リバティ船。
- ヴィンセンス - ニューオーリンズ級重巡洋艦。第一次ソロモン海戦で沈没。
- ウォーク - シムス級駆逐艦。第三次ソロモン海戦で沈没。

ほかにルンガ沖夜戦で被雷した米重巡ミネアポリスとニューオーリンズの艦首部分も沈んでいる。

## アイアンボトム・サウンドを題材にした作品
- 1981年、Quarterdeck Games 社から「Ironbottom Sound」というタイトルで、ソロモン諸島での海戦をテーマにした戦術シミュレーションボードゲームが発売された。日本ではホビージャパンから「アイアン・ボトム・サウンド」というタイトルで発売された。
- 1998年、Moments in History 社から「Iron Bottom Sound 2」というタイトルでボードゲームが発売された。「Ironbottom Sound」からデータの手直しなどがされている。
- 2015年、K2PUBLISHING 社から「アイアンボトムサウンド3(IRON BOTTOM SOUND III)」というタイトルでボードゲームが発売された。大幅なルール変更がなされた2と異なり、オリジナルデザイナー自身の改定によるアップデート版。